# Diaphorina communis
Diaphorina communis är en insektsart som beskrevs av Mathur 1975. Diaphorina communis ingår i släktet Diaphorina och familjen rundbladloppor. Inga underarter finns listade i Catalogue of Life.